# فرودگاه یورک
فرودگاه یورک (به انگلیسی: York Aerodrome) یک فرودگاه همگانی است . این فرودگاه در کشور ایالات متحده آمریکا قرار دارد و در ارتفاع ۲۰۴ متری از سطح دریا واقع شده است.